# Invensys
 (novembre 2023).
Si vous disposez d'ouvrages ou d'articles de référence ou si vous connaissez des sites web de qualité traitant du thème abordé ici, merci de compléter l'article en donnant les références utiles à sa vérifiabilité et en les liant à la section « Notes et références ».
Invensys est une entreprise spécialisée dans les systèmes de contrôle et l'automation, dont le siège social est basé à Londres.
Employant 16 500 personnes dans plus de 180 pays, Invensys génère plus de la moitié de ses revenus - 1,8 milliard de livres au total - dans les automatismes industriels. Le reste du chiffre d'affaires vient de trois autres métiers de taille à peu près équivalente : les logiciels industriels, les instruments de contrôle de la température dans les équipements énergétiques et les composants pilotant les équipements tels que les machines à laver ou les réfrigérateurs.
Le titre était coté en bourse de Londres sous le code YSIS et intégré dans le calcul de l'indice FTSE 250. Il a été retiré après l'OPA de Schneider en 2014.

## Histoire
Invensys a été créée par la fusion de Siebe (du nom d'un des inventeurs du scaphandre) et BTR (British Tyre & Rubber) en 1999.

### Anciennes activités
Invensys Rail Group est une ancienne division d'Invensys. Elle est un concepteur, fabricant et intégrateur d'équipement de chemin de fer, incluant l'automatisation, et le contrôle de signalisation. Le groupe est basé dans Chippenham, Wiltshire et à partir de 2005, avait plus de 2750 salariés dans 14 emplacements internationalement. Il opère au travers de quatre sociétés :
- Invensys Rail Dimetronic (Espagne, Portugal, Amérique Latine);
- Westinghouse Rail Systems (UK);
- Invensys Rail Systems Australia intégrant Westinghouse Signals Australia et Foxboro Transportation, maintenant connus ensemble comme WRSA (Westinghouse Rail Systems Australia).

Westinghouse Rail Systems Ltd (WRSL) (UK) était connu précédemment sous le nom de Westinghouse Signals Ltd et avant cela été une division de Westinghouse Brake and Signal Company, d'après le nom de son inventeur George Westinghouse.
Les autres divisions de Westinghouse Brake and Signal Company, Westinghouse Brakes Ltd, ont été vendues par Invensys à Knorr-Bremse, et ont depuis quitté le site de Chippenham pour s'installer à proximité de la ville de Melksham.
Le 28 novembre 2012, Invensys a validé la vente de sa division rail à Siemens AG pour 1,7 milliard de livres. La vente a été complétée le 2 mai 2013.

### Rachat du groupe Invensys par le groupe Schneider Electric
Le 11 juillet 2013, Schneider Electric a annoncé une OPA amicale sur Invensys, valorisant cette dernière à 3,3 milliards de livres,. L'OPA a été confirmée par Schneider Electric le 31 juillet 2013. Le 10 octobre 2013, les assemblées des actionnaires d'Invensys Plc ont voté en faveur du projet à une grande majorité. Les deux groupes ont entamé les démarches administratives concernant ce rachat, notamment la validation concernant les différentes lois anti-trust en cours dans les pays où sont présents les deux groupes...
La finalisation du rachat a été officialisée le 17 janvier 2014. Le 18 juin 2014 Schneider Electric a annoncé avoir finalisé la vente de la division Appliance (Appareils électriques) a une filiale de Sun Capital Partner, LLP, pour un montant de 150 millions GBP. Cette division devient Robertshaw Controls Company.

## Activités
Invensys a quatre principale activités :

### Logiciel
Regroupant les activités de logiciels de supervision et de simulation avec les marques :
- Wonderware : Leader mondial du logiciel de visualisation, supervision et gestion temps réel de gestion de production
- SimSci-Esscor : créateur de logiciel leader dans la conception de procédé, simulation et optimisation
- Avantis - Logiciel de gestion d'actifs utilisé pour assurer la bonne gestion de production

### Automation industrielle
Activité de contrôle industriel (DCS) et de système de sécurité (DCS / F&G) ainsi que de l'instrumentation regroupant les marques
- Foxboro : Systèmes de contrôle de procédé industriel,
- Foxboro Eckardt : capteur de mesure industrielle et instrumentation
- Triconex : Système de sécurité tri-pliqué

### Contrôle d'énergie
Activité répartie sur le monde industriel et grand public concernant le contrôle de chauffage et de température (air climatisé, ...), constitué des marques :
- Eurotherm : Solutions pour l'industrie de traitement thermique, science de la vie, verre et plastique
- Eliwell et Ranco : Produits pour la réfrigération, chauffage, ventilation et air climatisé
- Drayton, Eberle et Robertshaw ! Conception, fabrication et commercialisation de la gamme résidentielle pour thermostats d'habitat, contrôle tempo, vannes thermostatiques de radiateur et contrôle de plancher chauffant
- IMServ : Service de fourniture de mesure de données, de visualisation et de contrôle pour des grands utilisateurs d'énergie industriels, commerciaux et au détail. Ce service intervient aussi pour la facturation de ces marchés d'électricité.
- Centeron : système de télé jaugeage sans fil utilisant les dernières techniques radio et de capteurs pour la gestion à distance de stockage dans les industries du pétrole, du propane, chimie et agriculture.

### Appareils électriques
Activité de fournisseur de composants et systèmes pour les activités de chauffage, air climatisé, appareils de cuisson et réfrigération grand public et thermostat d'habitations, etc. représenté par les marques :
- Robertshaw
- Ranco
- Paragon
- UNI-LINE